# Conquista de Gran Canaria
La conquista de Gran Canaria fue un proceso histórico que tuvo lugar entre 1478 y 1483 durante el cual la isla de Gran Canaria, en el archipiélago atlántico de Canarias, fue incorporada a la Corona de Castilla mediante una ocupación militar del territorio habitado por los aborígenes canarios. Fue la primera de la denominada etapa realenga de la conquista de las islas Canarias, pues fue promovida y financiada directamente por los Reyes Católicos. Asimismo, formó parte en sus inicios de los conflictos habidos entre Castilla y Portugal durante la guerra de sucesión castellana.
La conquista duró casi cinco años debido tanto a la resistencia de los aborígenes, quienes se aprovecharon de la difícil orografía insular, como a las disensiones que se produjeron entre los conquistadores y la falta de refuerzos. Se distinguen dos fases principales: una primera entre 1478 y 1480 caracterizada por el estancamiento del proceso debido a los problemas internos entre la hueste conquistadora, y una segunda, entre 1480 y 1483, en que bajo el mando único del gobernador Pedro de Vera se intensificó la presión sobre los canarios.
Como resultado de la victoria castellana la isla pasó a formar parte de la Corona de Castilla, fue progresivamente colonizada por pobladores europeos y la cultura aborigen desapareció. Los antiguos canarios fueron en parte expatriados y en parte incorporados a la nueva sociedad.

### Gran Canaria antes de la conquista

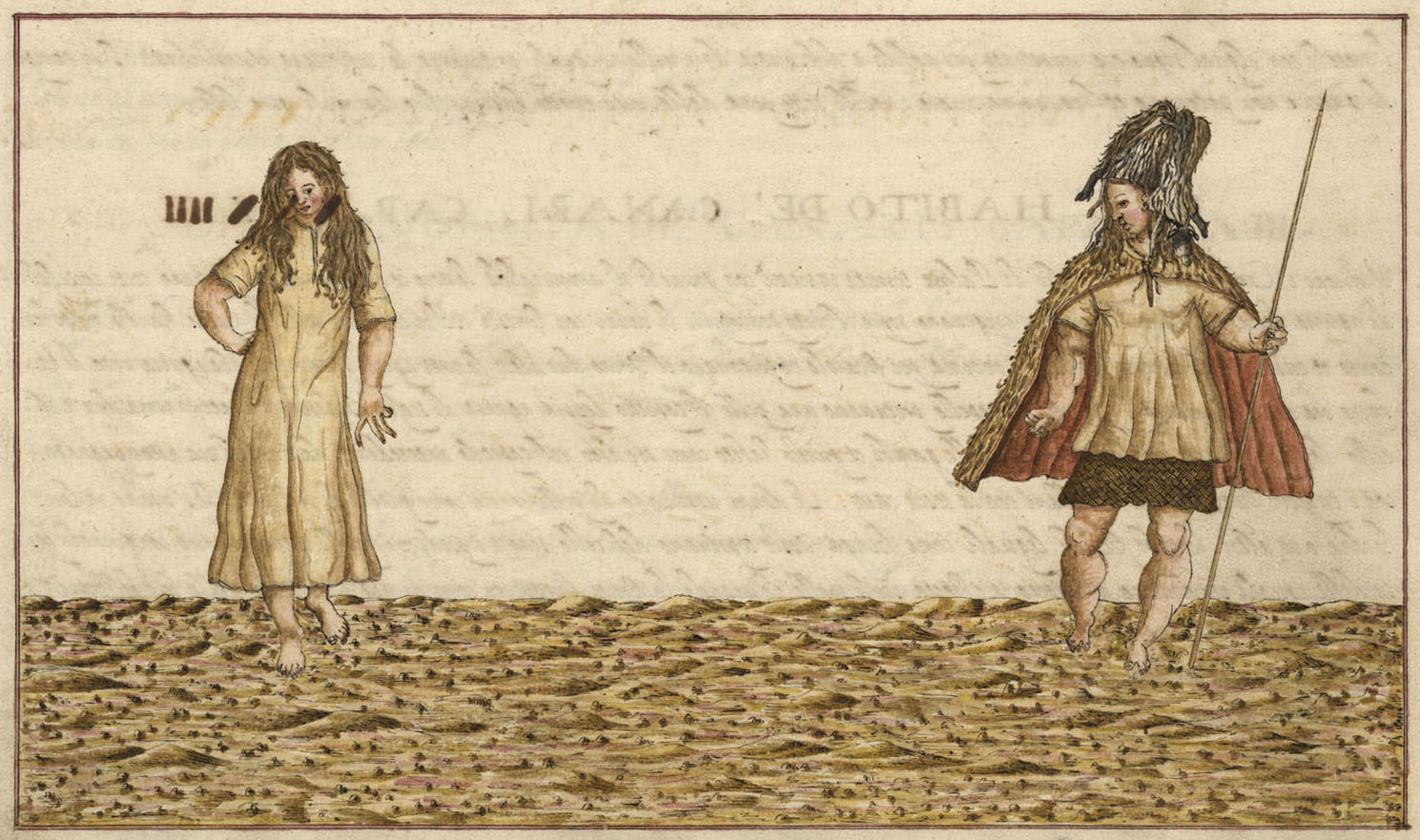
Una pareja de aborígenes de Gran Canaria según dibujo de Leonardo Torriani (1590).

#### Los guerreros canarios y su armamento

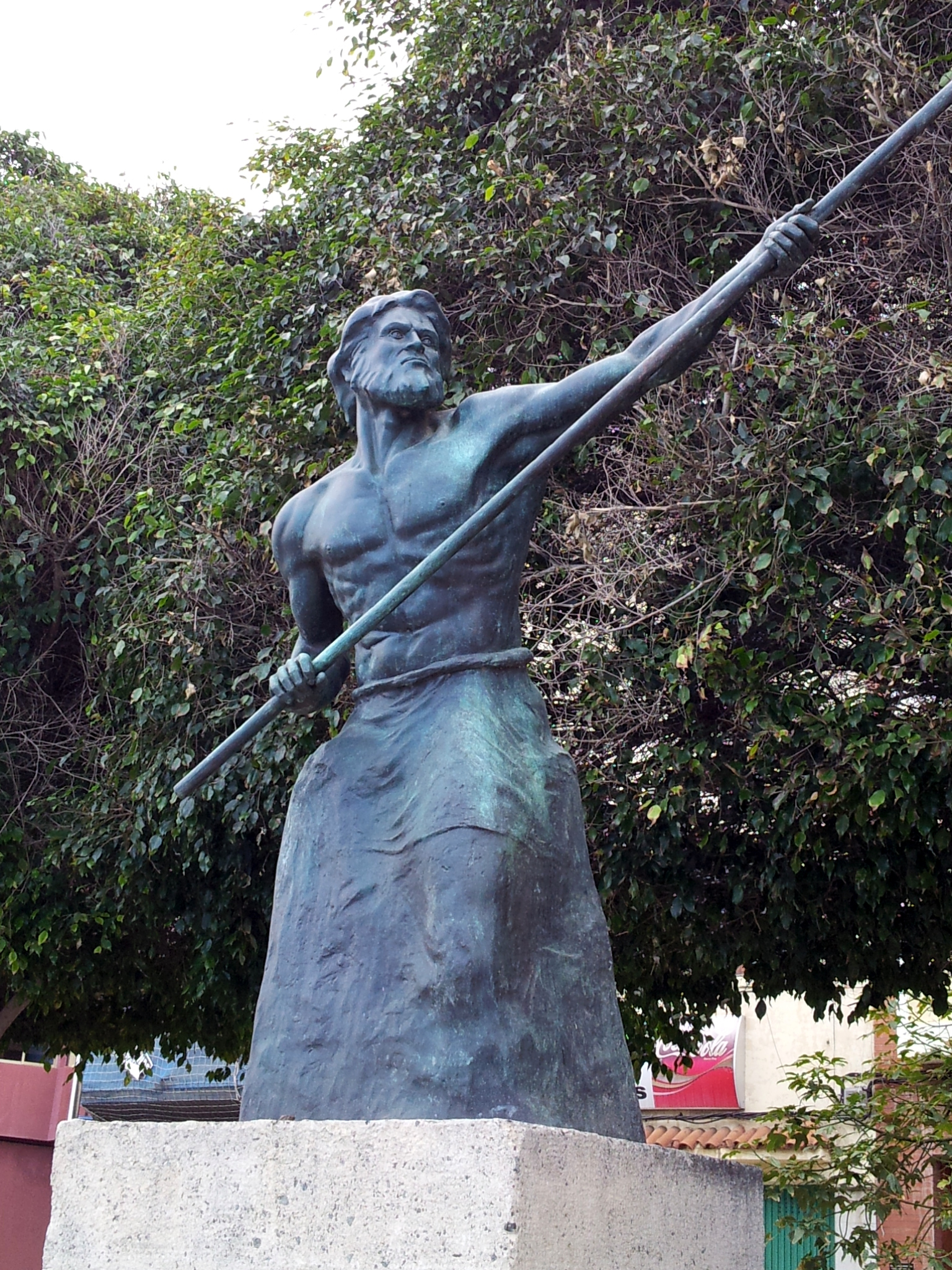
Representación idealizada de un guerrero aborigen canario portando una lanza de madera.

### Intentos previos de ocupación europea

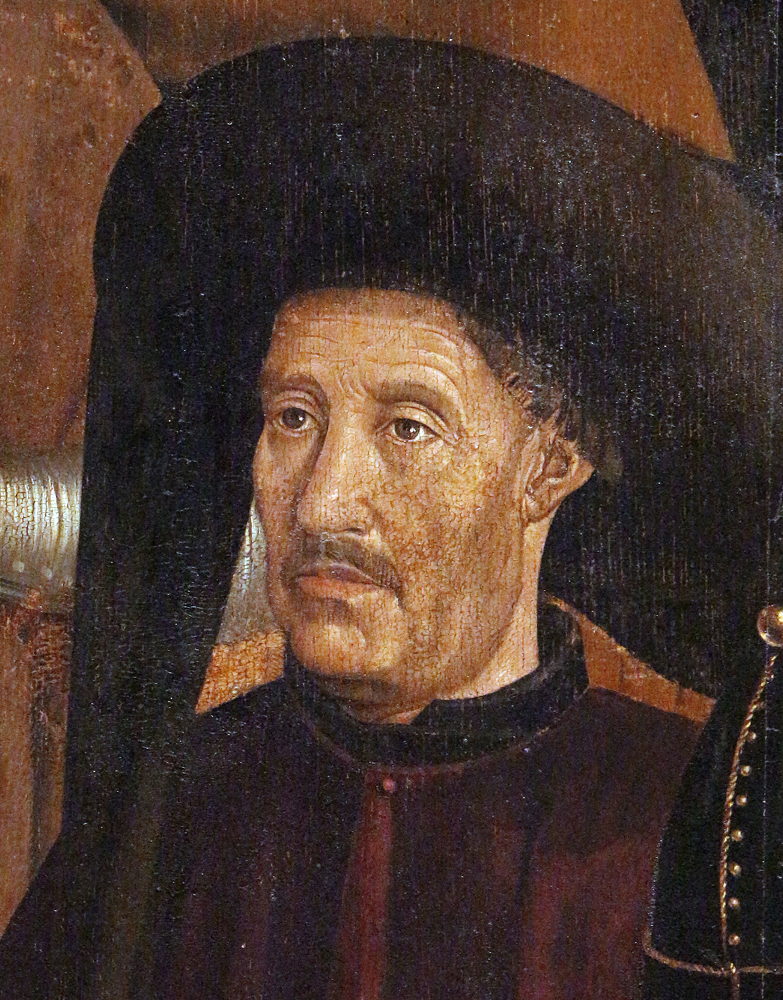
Los portugueses, bajo las órdenes del infante Enrique el Navegante, intentaron en varias ocasiones sin éxito la conquista de Gran Canaria.

### Preparativos

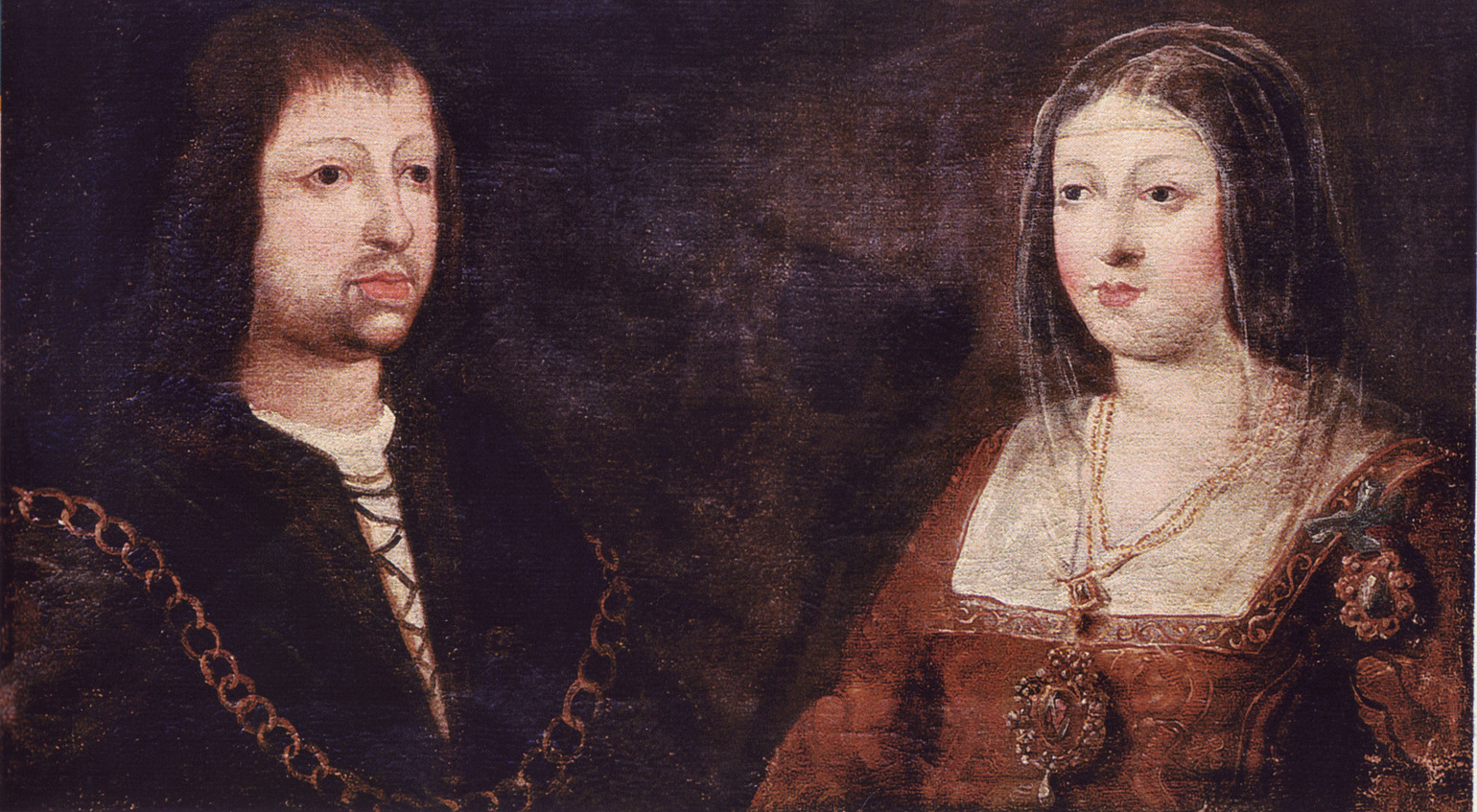
En 1477 los reyes de Castilla Isabel y Fernando asumen para la Corona la conquista de las islas de Gran Canaria, Tenerife y La Palma.

#### Llegada a las islas

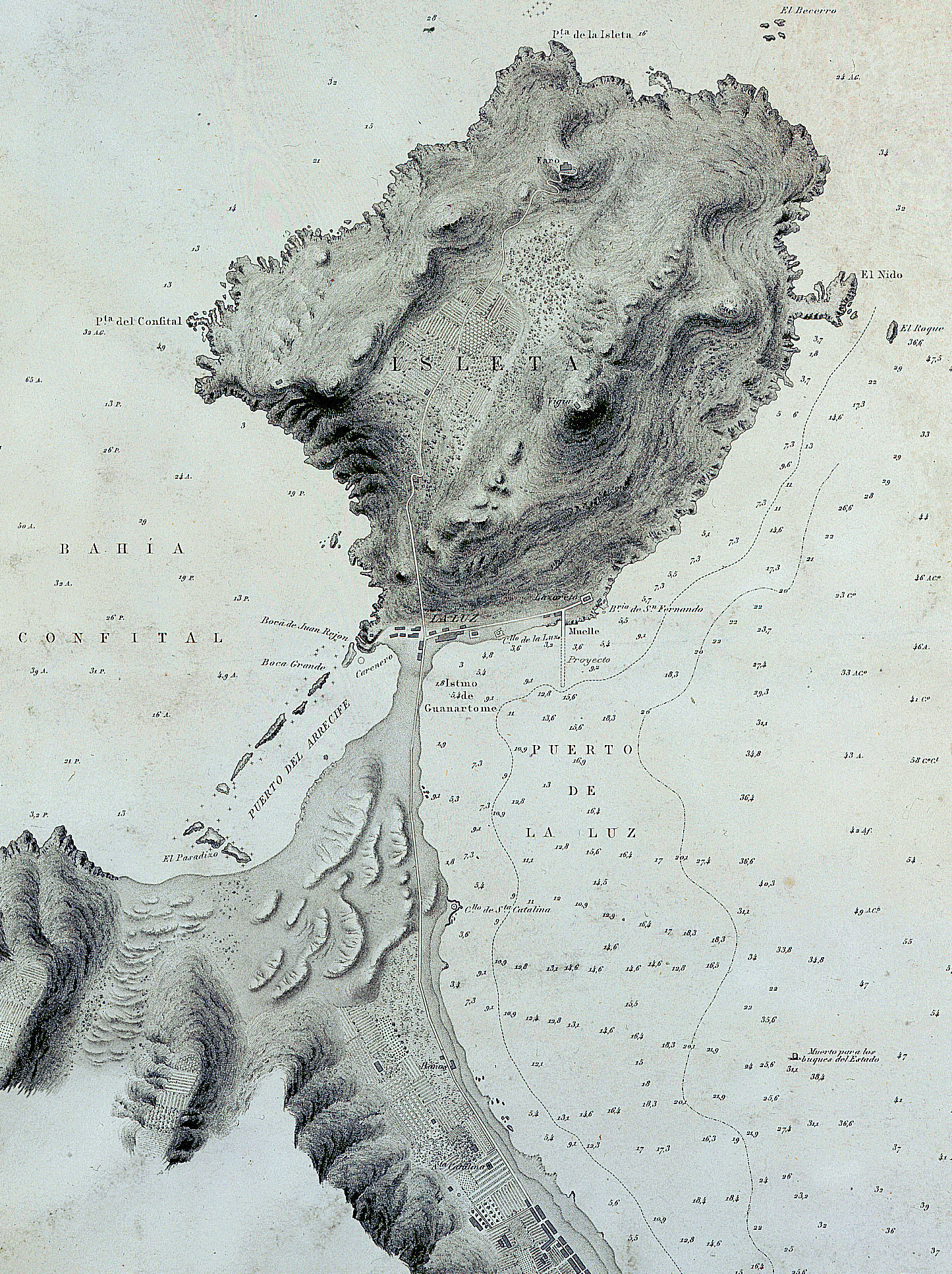
Península de La Isleta. En este lugar desembarcaron los conquistadores castellanos el 24 de junio de 1478.

#### La batalla del Guiniguada

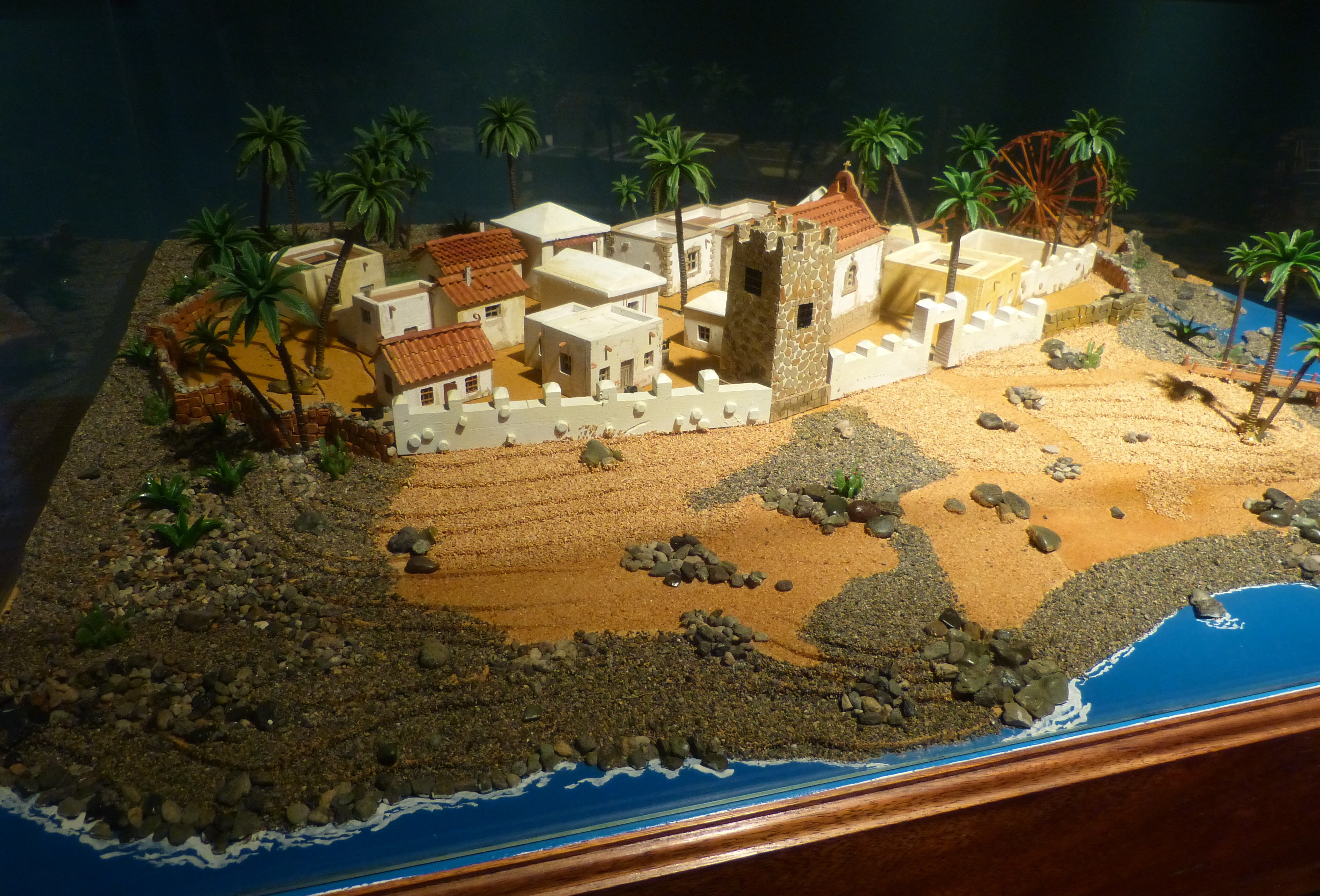
Maqueta del primitivo real de Las Palmas ubicada en la Casa de Colón.

#### Intento de asalto portugués

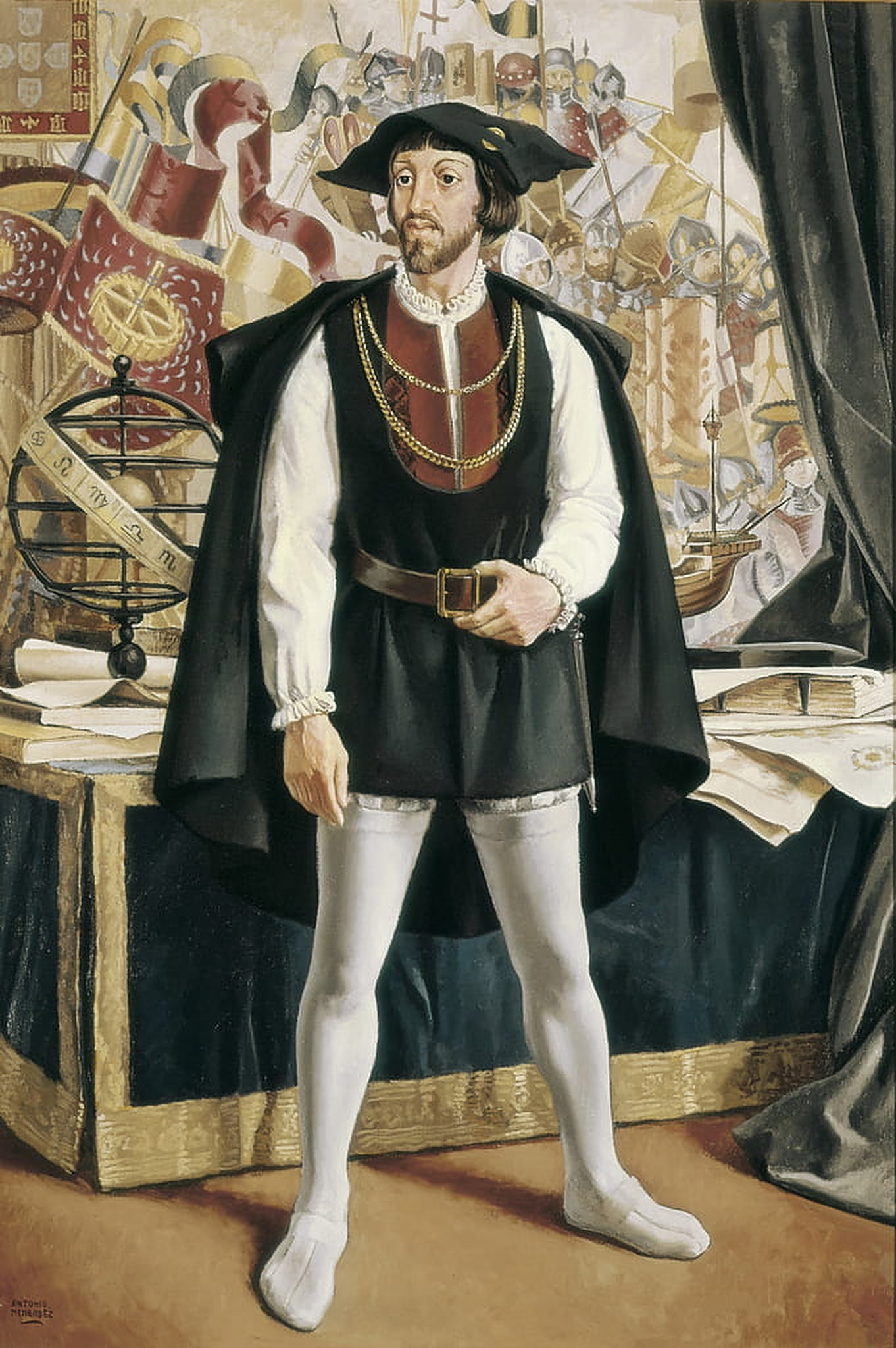
El príncipe Juan de Portugal envió una armada contra los castellanos que se encontraban en Gran Canaria en el contexto de la guerra de sucesión castellana.